# Les Comes (Sant Pere de Torelló)
Les Comes és una masia de Sant Pere de Torelló (Osona) inclosa a l'Inventari del Patrimoni Arquitectònic de Catalunya.

## Descripció
Edifici civil. Masia situada a la falda d'un turó de margues i construïda aprofitant el desnivell del terreny, de manera que l'entrada és a peu pla i constitueix el segon pis. El portal es troba orientat a tramuntana i té el carener perpendicular a aquest cos. A migdia s'hi afegeix un cos de planta rectangular cobert a dues vessant i a la part superior s'hi obren galeries. Hi ha un portal que tanca la casa, les dependències agrícoles i la lliça. És construïda en part en pedra i en part en tàpia i també hi ha algun sector en totxo, de nova construcció.
L'estat de conservació és força bo.

## Història
Antic mas registrat al fogatge de la parròquia i terme de Sant Pere de Torelló de l'any 1553. Habitava el mas PERE COMES.
Aquest mas, com els Arcs, fou masoveria de les Moles, que s'emparentaren amb el mas Ricart de Malla, propietat dels Postius i que es vengueren totes les propietats a llurs masovers. Els propietaris actuals s'anomenen Molas.
En el cos de l'edificació no es troba cap dada constructiva que ens permeti datar les diverses etapes constructives del mas. No presenta cap element ornamental, és un típic mas de muntanya.